# کارکس کلاماتنسیس
کارکس کلاماتنسیس (نام علمی: Carex klamathensis) نام یک گونه از سرده جگن است.